# Emil Cimbura
Emil Jan Cimbura (18. července 1922 Praha – 1. listopadu 2023) byl český akademický malíř, grafik, textilní výtvarník, scénograf, ilustrátor, ale také průmyslový návrhář, jevištní výtvarník a architekt.

## Životopis
Emil Cimbura se narodil 18. července 1922 v Praze na Vinohradech do skromných poměrů. Po ukončení základní školy studoval v letech 1934 až 1939  pražskou Uměleckoprůmyslovou školu, která od roku 1945 změnila status a byla přejmenována na Vysokou školu uměleckoprůmyslovou. Od roku 1939 studoval monumentální a dekorativní malbu v ateliéru u profesora Arnošta Hofbauera, ale po jeho smrti v roce 1944 pokračoval v ateliérech profesorů Jaroslava Bendy, Antonína Strnadela, Antonína Pospíšila a Aloise Fišárka. Věnoval se také studiu užité grafiky a textilu. U profesora Fišárka působil po skončení studia do roku 1948 jako asistent ateliéru užité malby se zaměřením na textilní umění.  Své znalosti prohluboval v oboru sklářství v Krásnu nad Bečvou a v Železném Brodě. Zajímal se o keramiku, mozaiku, jevištní výtvarnictví nebo restaurování. Jeho vlastní tvorbu ovlivnili nejen učitelé, ale také František Kysela, který  pro začínajícího Cimburu byl vzorem nejen malíře, ale také scénického a průmyslového výtvarníka.
Na jaře roku 1958 vzniklo oficiální sdružení umělců s názvem „Skupina 7“. Vedle Emila Cimbury byli jejími členy další autoři užitého, tehdy převážně textilního umění, jako textilní výtvarnice Věra Drnková-Zářecká, Bohuslav Felcman, Květa Hamsíková, Jan Hladík, Alice Kuchařová a Ladislav Vacek.
Skupina uspořádala první výstavu na přelomu roku 1959 a 1960 v Galerii Václava Špály v Praze. Tvorba Emila Cimbury tvořila nejrozsáhlejší část výstavy. Umělec zde prezentoval například skicu k mozaice pro vodní nádrž Orlík, návrh mostového jeřábu pro přehradu nebo model návrhu generátoru. Pozitivní ohlasy na jeho tvorbu umožnily Cimburovi účast na výstavě „Jeden den v Československu“ v rámci Světové výstavy Expo 1958. Na základě velkého mezinárodního ohlasu Bruselské výstavy mohl Emil Cimbura i další členové Skupiny 7 vystavovat ještě v říjnu roku 1958 poprvé v zahraničí.

### Tvorba
Ve svém díle se Cimbura snažil neztratit kontakt s tvorbou v zemích západní Evropy. Lze říci, že jeho zásluhou užitková tvorba v Československu dosahovala velmi dobré úrovně a estetické hodnoty i v období železné opony.
Nelze opomenout i jeho ilustrátorskou činnost v knihách pro děti a mládež. Lze jmenovat příběh o pejskovi „Negrínek“, Václava Mejstříka nebo „Zázraky na lavici“, Vraťko Šrobára a další.
Výstavní činnost Emila Cimbury byla úzce spjata s architektem a designérem Bohuslavem Rychlinkem, který v šedesátých letech pracoval s umělci Skupina 7.
I laické publikum oceňovalo prezentované dílo Emila Cimbury na výstavách. Řada jeho návrhů a prezentací nebyla realizována. Například návrhy netradičních šátků s výraznou barevnou škálou, které se líbily široké veřejnosti, nebyly textilním průmyslem té doby realizovány. Za provedení návrhu gobelínu pro vládní salónek ruzyňského letiště získal na výstavě třetí cenu, ale o realizaci tehdy nebyl požádán. Za návrhy gobelínu „Žena a život“ vytvořené rámci umělecké soutěže, která byla vyhlášena k dvacátému výročí osvobození Československé republiky v květnu 1965, se mu dostalo uznání umělecké i laické veřejnosti. Toto jeho dílo získalo hlavní cenu v oboru textilního umění.
Svoje práce prezentoval na několika autorských výstavách. Kolektivních výstav se zúčastnil jako člen umělců Skupina 7. Vystavoval  na výstavách se Spolkem výtvarných umělců Mánes, jehož je členem od roku 1946. Těžiště jeho práce tvoří, vedle celoživotní malířské tvorby, realizace pro architekturu, nástěnné malby, mozaikové obrazy, dřevěné a keramické reliéfy a plastiky, vždy s ohledem k celkovému architektonicko-výtvarném řešení prostoru.

## Dílo

### Malířské a grafické dílo
- Husité, tkaná tapiserie pro tehdejší Jiráskovo muzeum v Praze (1952),
- mozaika pro vodní dílo Orlík (1956),
- řešení generátorů a jeřábů pro vodní díla Orlík a Kamýk (1957– 1958),
- výtvarné řešení prostor a náměstí sídliště Praha – Pankrác (1968–1970),
- opona a tkaná tapiserie pro kulturní dům AZNP Mladá Boleslav (1968),
- nástěnné malby a tkaná tapiserie pro Českou státní pojišťovnu v Praze (1974),
- nástěnná malba pro Českou státní pojišťovnu v Kutné Hoře (1976),
- monumentální keramický reliéf v interiéru pošty na pražském Jižním Městě (1982).

### Z knižních ilustrací
- Václav Mejstřík: Negrínek (1943),
- Karel Fleissig: Návrat (1944), obálka a frontispice,
- Zdeněk Rón: Přítel nejvěrnější (1944),
- Sinclair Lewis: Továrník Dodsworth (1948), obálka,
- Vraťko Šrobár: Zázraky na lavici (1953),
- Mirko Pašek: Modrý leopard (1961).[3]